# ورمیلیون دم (مینه‌سوتا)
ورمیلیون دم، مینه‌سوتا (به انگلیسی: Vermilion Dam, Minnesota) یک منطقهٔ مسکونی در ایالات متحده آمریکا است که در شهرستان سنت لوئیس، مینه‌سوتا واقع شده‌است.

## خصوصیات
ورمیلیون دم ۲۰ نفر جمعیت دارد و ۴۱۳٫۹۲ متر بالاتر از سطح دریا واقع شده‌است.